# Élections législatives de 2024 dans la Haute-Loire
Les élections législatives françaises de 2024 dans la Haute-Loire se déroulent les 30 juin et 7 juillet 2024. Dans le département, deux députés sont à élire dans le cadre de deux circonscriptions, à la suite de la dissolution de l'Assemblée nationale par Emmanuel Macron.
Le choix de cette dissolution est pris après la défaite de la liste Renaissance aux élections européennes qui ont eu lieu le 9 juin 2024. La première circonscription de Haute-Loire a connu lors de ces élections la plus forte progression du Rassemblement national de l'ensemble des circonscriptions françaises, la liste de Jordan Bardella ayant progressé de 16,4 points entre 2019 et 2024.

## Contexte
| Circonscription | RN      | ENS     | PS - PP | LFI    | LR      |
| --------------- | ------- | ------- | ------- | ------ | ------- |
| Circonscription |         |         |         |        |         |
| 1re             | 39,61 % | 11,04 % | 11,38 % | 5,42 % | 10,12 % |
| 2e              | 35,37 % | 11,64 % | 12,12 % | 5,54 % | 11,46 % |

## Système électoral
Les élections législatives ont lieu au scrutin uninominal majoritaire à deux tours dans des circonscriptions uninominales.
Est élu au premier tour le candidat qui réunit la majorité absolue des suffrages exprimés et un nombre de voix au moins égal au quart des électeurs inscrits dans la circonscription, soit 25 %. Si aucun des candidats ne satisfait ces conditions, un second tour est organisé entre les candidats ayant réuni un nombre de voix au moins égal à un huitième des inscrits, soit 12,5 %. Les deux candidats arrivés en tête du 1er tour se maintiennent néanmoins par défaut si un seul ou aucun d'entre eux n'a atteint ce seuil. Au second tour, le candidat arrivé en tête est déclaré élu,.
Le seuil de qualification basé sur un pourcentage du total des inscrits et non des suffrages exprimés rend plus difficile l'accès au second tour lorsque l'abstention est élevée. Le système permet en revanche l'accès au second tour de plus de deux candidats si plusieurs d'entre eux franchissent le seuil de 12,5 % des inscrits. Les candidats en lice au second tour peuvent ainsi être trois, un cas de figure appelé « triangulaire ». Les second tours où s'affrontent quatre candidats, appelés « quadrangulaire » sont également possibles, mais beaucoup plus rares,.

### Partis et nuances
Les résultats des élections sont publiés en France par le ministère de l'Intérieur, qui classe les partis en leur attribuant des nuances politiques. Ces dernières sont décidées par les préfets, qui les attribuent indifféremment de l'étiquette politique déclarée par les candidats, qui peut être celle d'un parti ou une candidature sans étiquette.
Seuls le Parti communiste français (COM), La France insoumise (FI), le Parti socialiste (SOC), le Parti radical de gauche (RDG), Les Écologistes (VEC), Renaissance (RE), le Mouvement démocrate (MDM), Horizons (HOR), l'Union des démocrates et indépendants (UDI), Les Républicains (LR), le Rassemblement national (RN) et Reconquête (REC) se voient attribuer en 2024 des nuances propres. Les coalitions Ensemble et Nouveau front populaire, ainsi que les candidats de l'alliance LR-Ciotti-RN, en bénéficient également indirectement, les nuances Ensemble ! (Majorité présidentielle) (ENS), Union de la gauche (UG) et Union de l'extrême-droite (UXD) étant attribuables aux candidats bénéficiant respectivement du soutien de deux partis du centre, de deux partis de gauche ou de deux partis d'extrême-droite,.
Tous les autres partis se voient attribuer l'une ou l'autre des nuances suivantes : EXG (extrême gauche), DVG (divers gauche), ECO (écologiste), REG (régionaliste), DVC (divers centre), DVD (divers droite), DSV (droite souverainiste) et EXD (extrême droite). Des partis comme Debout la France ou Lutte ouvrière ne disposent ainsi pas de nuances propres, et leurs résultats nationaux ne sont pas publiés séparément par le ministère, car mélangés avec d'autres partis (respectivement dans les nuances DSV et EXG).

## Élus
| Circonscription                                   | Député sortant     | Parti | Parti | Député élu ou réélu | Parti | Parti |
| ------------------------------------------------- | ------------------ | ----- | ----- | ------------------- | ----- | ----- |
| 1re                                               | Isabelle Valentin* |       | LR    | Laurent Wauquiez    |       | LR    |
| 2e                                                | Jean-Pierre Vigier |       | LR    | Jean-Pierre Vigier  |       | LR    |
| * députée sortante ne se représentant pas en 2024 |                    |       |       |                     |       |       |

## Résultats

### Résultats à l'échelle du département

#### Résultats par coalition
| Parti et coalition                          | Parti et coalition                          | Parti et coalition          | Premier tour | Premier tour | Premier tour | Second tour   | Second tour   | Second tour | Total Sièges  | +/-           |  |
| Parti et coalition                          | Parti et coalition                          | Parti et coalition          | Voix         | %            | Sièges       | Voix          | %             | Sièges      | Total Sièges  | +/-           |  |
| ------------------------------------------- | ------------------------------------------- | --------------------------- | ------------ | ------------ | ------------ | ------------- | ------------- | ----------- | ------------- | ------------- |  |
|                                             |                                             | Les Républicains (LR)       | 48 586       | 37,62        | 0            | 77 457        | 62,88         | 2           | 2             | en stagnation |  |
| Total Union de la droite et du centre (UDC) | Total Union de la droite et du centre (UDC) | 48 586                      | 37,62        | 0            | 77 457       | 62,88         | 2             | 2           | en stagnation |               |  |
|                                             | Rassemblement national (RN)                 | Rassemblement national (RN) | 42 976       | 33,27        | 0            | 45 717        | 37,12         | 0           | 0             | en stagnation |  |
|                                             |                                             | Les Écologistes (LÉ)        | 13 694       | 10,60        | 0            | Retrait       | Retrait       | Retrait     | 0             | en stagnation |  |
|                                             | Parti socialiste (PS)                       | 10 898                      | 8,44         | 0            | Retrait      | Retrait       | Retrait       | 0           | Nv            |               |  |
| Total Nouveau Front populaire (NFP)         | Total Nouveau Front populaire (NFP)         | 24 592                      | 19,04        | 0            | Retrait      | Retrait       | Retrait       | 0           | en stagnation |               |  |
|                                             |                                             | Mouvement démocrate (MoDem) | 6 932        | 5,37         | 0            |               |               |             | 0             | en stagnation |  |
|                                             | Renaissance (RE)                            | 4 607                       | 3,57         | 0            | 0            | Nv            |               |             |               |               |  |
| Total Ensemble pour la République (ENS)     | Total Ensemble pour la République (ENS)     | 11 539                      | 8,93         | 0            | 0            | en stagnation |               |             |               |               |  |
|                                             | Lutte ouvrière (LO)                         | Lutte ouvrière (LO)         | 1 463        | 1,13         | 0            | 0             | en stagnation |             |               |               |  |
|                                             |                                             |                             |              |              |              |               |               |             |               |               |  |
| Suffrages exprimés                          | Suffrages exprimés                          | Suffrages exprimés          | 129 156      | 97,89        |              | 123 174       | 94,58         |             |               |               |  |
| Votes blancs                                | Votes blancs                                | Votes blancs                | 1 854        | 1,41         | 5 275        | 4,05          |               |             |               |               |  |
| Votes nuls                                  | Votes nuls                                  | Votes nuls                  | 929          | 0,70         | 1 778        | 1,37          |               |             |               |               |  |
| Total                                       | Total                                       | Total                       | 131 939      | 100          | 0            | 130 227       | 100           | 2           | 2             | en stagnation |  |
| Abstentions                                 | Abstentions                                 | Abstentions                 | 50 167       | 27,55        |              | 51 881        | 28,49         |             |               |               |  |
| Inscrits/Participation                      | Inscrits/Participation                      | Inscrits/Participation      | 182 106      | 72,45        | 182 108      | 71,51         |               |             |               |               |  |

#### Résultats par nuance
| Nuance                 | Nuance                        | Nuance                 | Premier tour | Premier tour | Premier tour | Second tour | Second tour   | Second tour | Total Sièges | +/-           |               |
| Nuance                 | Nuance                        | Nuance                 | Voix         | %            | Sièges       | Voix        | %             | Sièges      | Total Sièges | +/-           |               |
| ---------------------- | ----------------------------- | ---------------------- | ------------ | ------------ | ------------ | ----------- | ------------- | ----------- | ------------ | ------------- | ------------- |
|                        | Les Républicains              | LR                     | 48 586       | 37,62        | 0            | 77 457      | 62,88         | 2           | 2            | en stagnation | en stagnation |
|                        | Rassemblement national        | RN                     | 42 976       | 33,27        | 0            | 45 717      | 37,12         | 0           | 0            | en stagnation | en stagnation |
|                        | Union de la gauche            | UG                     | 24 592       | 19,04        | 0            |             |               |             | 0            | en stagnation |               |
|                        | Ensemble pour la République ! | ENS                    | 11 539       | 8,93         | 0            | 0           | en stagnation |             |              |               |               |
|                        | Extrême gauche                | EXG                    | 1 463        | 1,13         | 0            | 0           | en stagnation |             |              |               |               |
|                        |                               |                        |              |              |              |             |               |             |              |               |               |
| Suffrages exprimés     | Suffrages exprimés            | Suffrages exprimés     | 129 156      | 97,89        |              | 123 174     | 94,58         |             |              |               |               |
| Votes blancs           | Votes blancs                  | Votes blancs           | 1 854        | 1,41         | 5 275        | 4,05        |               |             |              |               |               |
| Votes nuls             | Votes nuls                    | Votes nuls             | 929          | 0,70         | 1 778        | 1,37        |               |             |              |               |               |
| Total                  | Total                         | Total                  | 131 939      | 100          | 0            | 130 227     | 100           | 2           | 2            | en stagnation |               |
| Abstentions            | Abstentions                   | Abstentions            | 50 167       | 27,55        |              | 51 881      | 28,49         |             |              |               |               |
| Inscrits/Participation | Inscrits/Participation        | Inscrits/Participation | 182 106      | 72,45        | 182 108      | 71,51       |               |             |              |               |               |

### Résultats par circonscription

#### Première circonscription
Députée sortante : Isabelle Valentin (Les Républicains)
| Candidat                 | Candidat                 | Parti et coalition       | Nuance                   | Premier tour | Premier tour | Second tour | Second tour |
| Candidat                 | Candidat                 | Parti et coalition       | Nuance                   | Voix         | %            | Voix        | %           |
| ------------------------ | ------------------------ | ------------------------ | ------------------------ | ------------ | ------------ | ----------- | ----------- |
|                          | Laurent Wauquiez         | LR (UDC)                 | LR                       | 27 013       | 36,80        | 42 828      | 61,61       |
|                          | Alexandre Heuzey         | RN                       | RN                       | 25 091       | 34,18        | 26 684      | 38,39       |
|                          | Celline Gacon            | LÉ (NFP)                 | UG                       | 13 694       | 18,66        | Retrait     | Retrait     |
|                          | Cécile Gallien           | MoDem (ENS)              | ENS                      | 6 932        | 9,44         |             |             |
|                          | Electre Darcos           | LO                       | EXG                      | 668          | 0,91         |             |             |
|                          |                          |                          |                          |              |              |             |             |
| Suffrages exprimés       | Suffrages exprimés       | Suffrages exprimés       | Suffrages exprimés       | 73 398       | 98,04        | 69 512      | 93,94       |
| Votes blancs             | Votes blancs             | Votes blancs             | Votes blancs             | 1 020        | 1,36         | 3 408       | 4,61        |
| Votes nuls               | Votes nuls               | Votes nuls               | Votes nuls               | 448          | 0,60         | 1 075       | 1,45        |
| Total                    | Total                    | Total                    | Total                    | 74 866       | 100          | 73 995      | 100         |
| Abstention               | Abstention               | Abstention               | Abstention               | 27 850       | 27,11        | 28 721      | 27,96       |
| Inscrits / participation | Inscrits / participation | Inscrits / participation | Inscrits / participation | 102 716      | 72,89        | 102 716     | 72,04       |

Élue en 2017 et réélue en 2022, Isabelle Valentin ne se représente pas pour ces élections législatives. C'est son suppléant et ancien député de la circonscription Laurent Wauquiez qui est investi par Les Républicains pour la remplacer,.
Qualifiée pour le second tour en troisième position, la candidate du Nouveau front populaire (Les Écologistes) Celline Gacon retire sa candidature pour faire barrage au candidat du Rassemblement national, conduisant à la victoire de Laurent Wauquiez avec plus de 60% des voix.

#### Deuxième circonscription
Député sortant : Jean-Pierre Vigier (Les Républicains)
| Candidat                 | Candidat                 | Parti et coalition       | Nuance                   | Premier tour | Premier tour | Second tour | Second tour |
| Candidat                 | Candidat                 | Parti et coalition       | Nuance                   | Voix         | %            | Voix        | %           |
| ------------------------ | ------------------------ | ------------------------ | ------------------------ | ------------ | ------------ | ----------- | ----------- |
|                          | Jean-Pierre Vigier       | LR (UDC)                 | LR                       | 21 573       | 38,69        | 34 629      | 64,53       |
|                          | Suzanne Fourets          | RN                       | RN                       | 17 885       | 32,08        | 19 033      | 35,47       |
|                          | André Chapaveire         | PS (NFP)                 | UG                       | 10 898       | 19,55        | Retrait     | Retrait     |
|                          | Patricia Gire-Joubert    | RE (ENS)                 | ENS                      | 4 607        | 8,26         |             |             |
|                          | Antoine Brebion          | LO                       | EXG                      | 795          | 1,43         |             |             |
|                          |                          |                          |                          |              |              |             |             |
| Suffrages exprimés       | Suffrages exprimés       | Suffrages exprimés       | Suffrages exprimés       | 55 758       | 97,70        | 53 662      | 95,43       |
| Votes blancs             | Votes blancs             | Votes blancs             | Votes blancs             | 834          | 1,46         | 1 867       | 3,32        |
| Votes nuls               | Votes nuls               | Votes nuls               | Votes nuls               | 481          | 0,84         | 703         | 1,25        |
| Total                    | Total                    | Total                    | Total                    | 57 073       | 100          | 56 232      | 100         |
| Abstention               | Abstention               | Abstention               | Abstention               | 22 317       | 28,11        | 23 160      | 29,17       |
| Inscrits / participation | Inscrits / participation | Inscrits / participation | Inscrits / participation | 79 390       | 71,89        | 79 392      | 70,83       |

### Représentation géographique des résultats à l'échelle du département

#### Premier tour

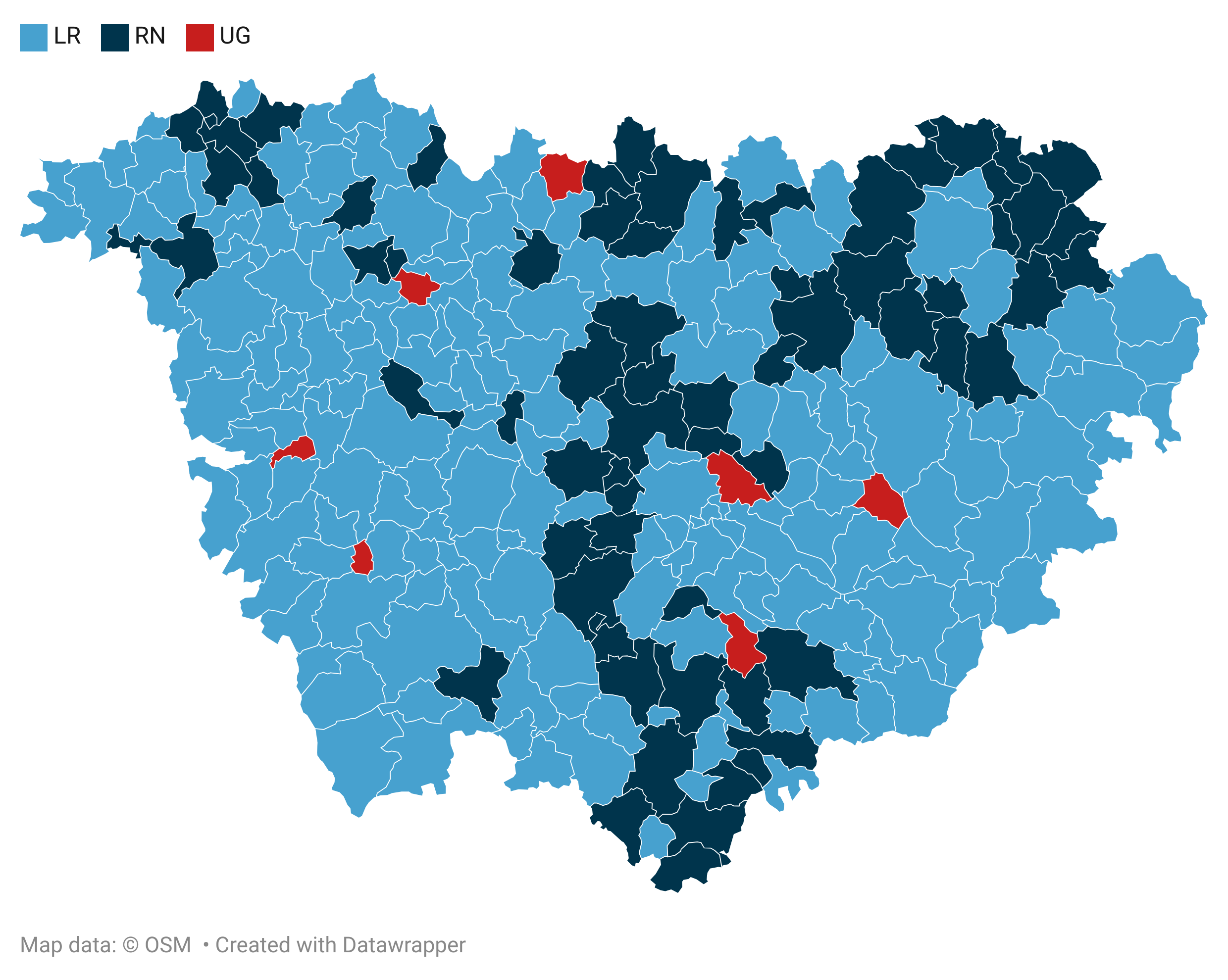
Parti en tête au premier tour dans chaque commune, en pourcentage des voix exprimées.
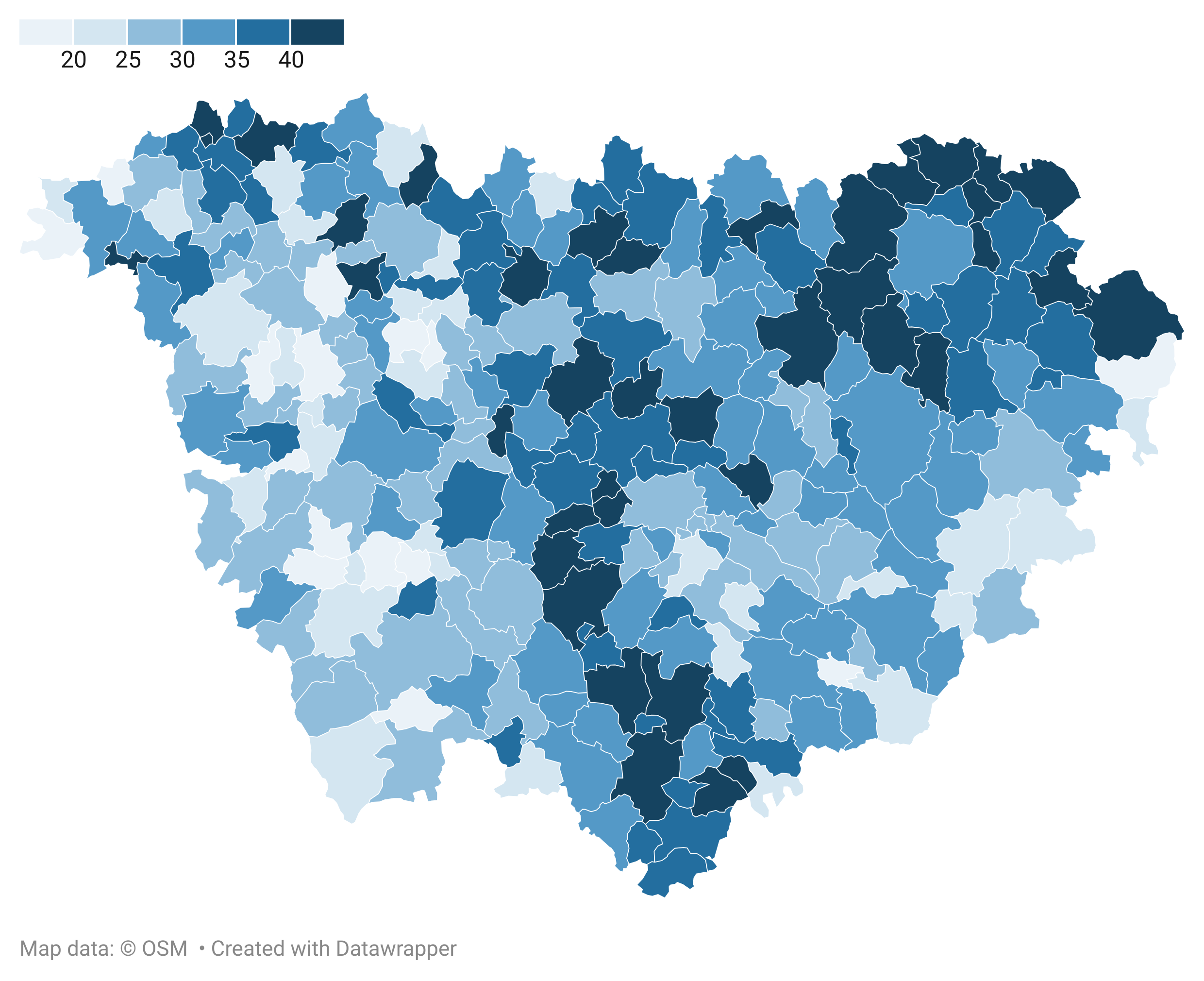
Score du Rassemblement national dans chaque commune au premier tour, en pourcentage des voix exprimées.
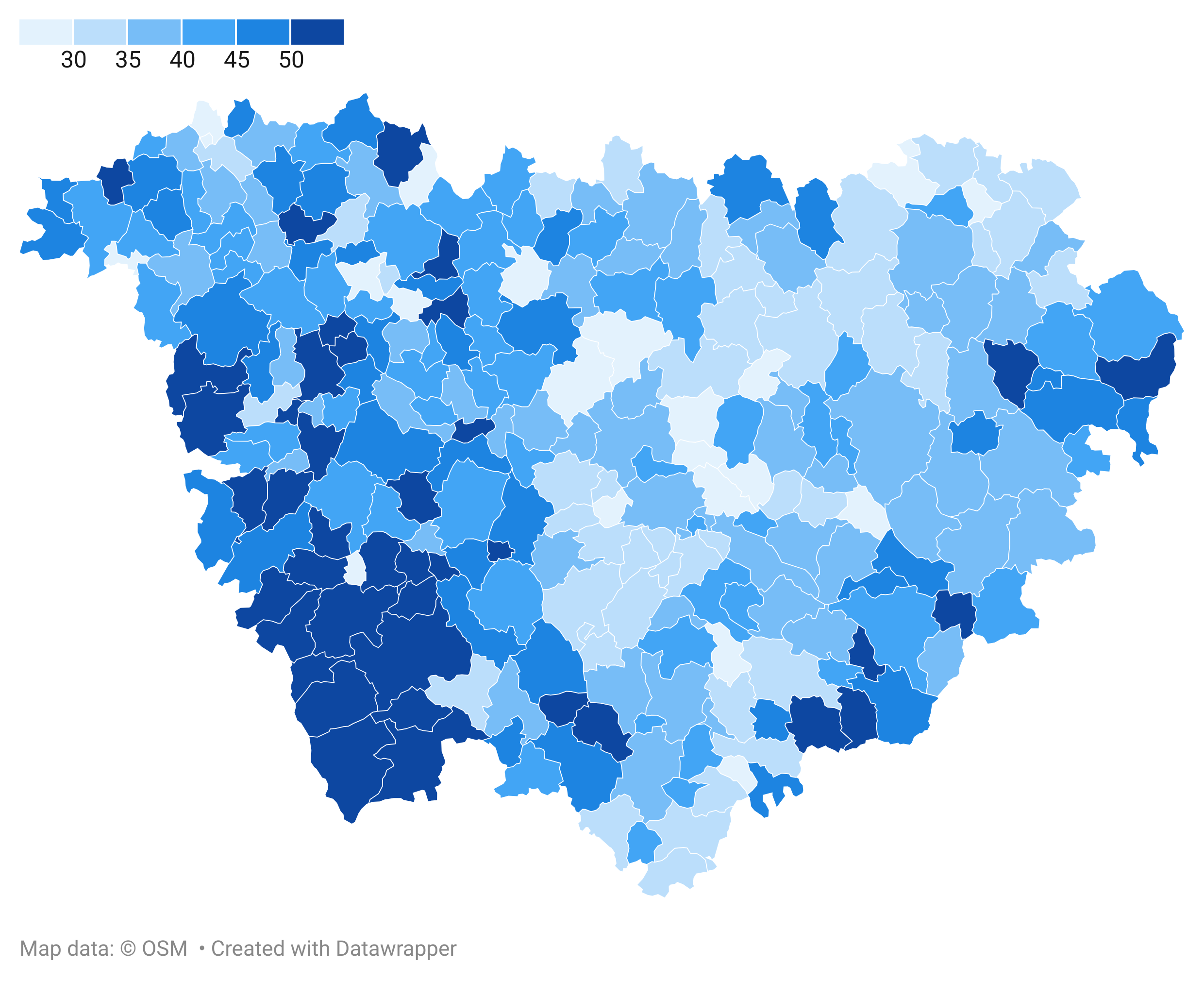
Score des Républicains dans chaque commune au premier tour, en pourcentage des voix exprimées.
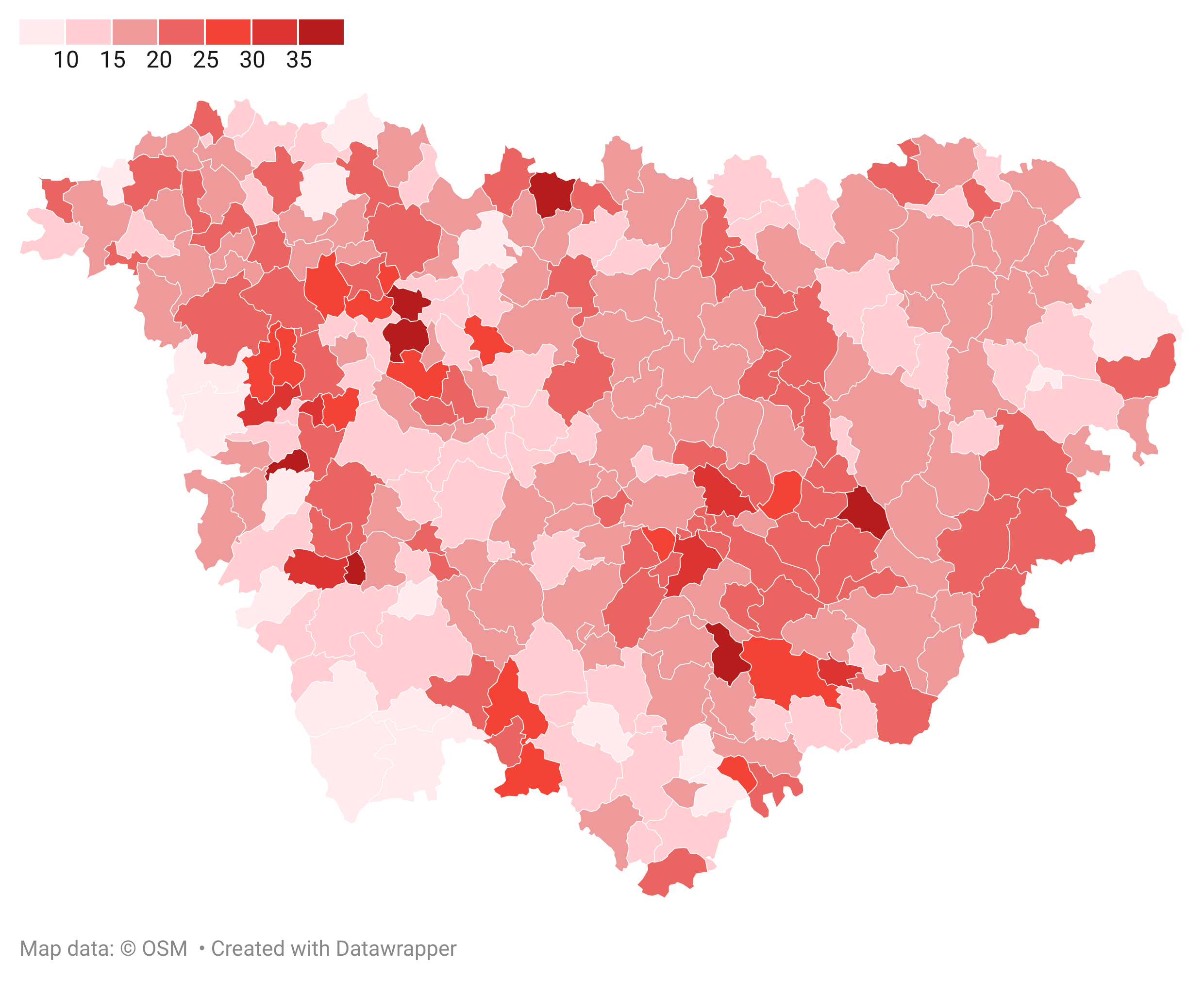
Score du Nouveau front populaire dans chaque commune au premier tour, en pourcentage des voix exprimées.
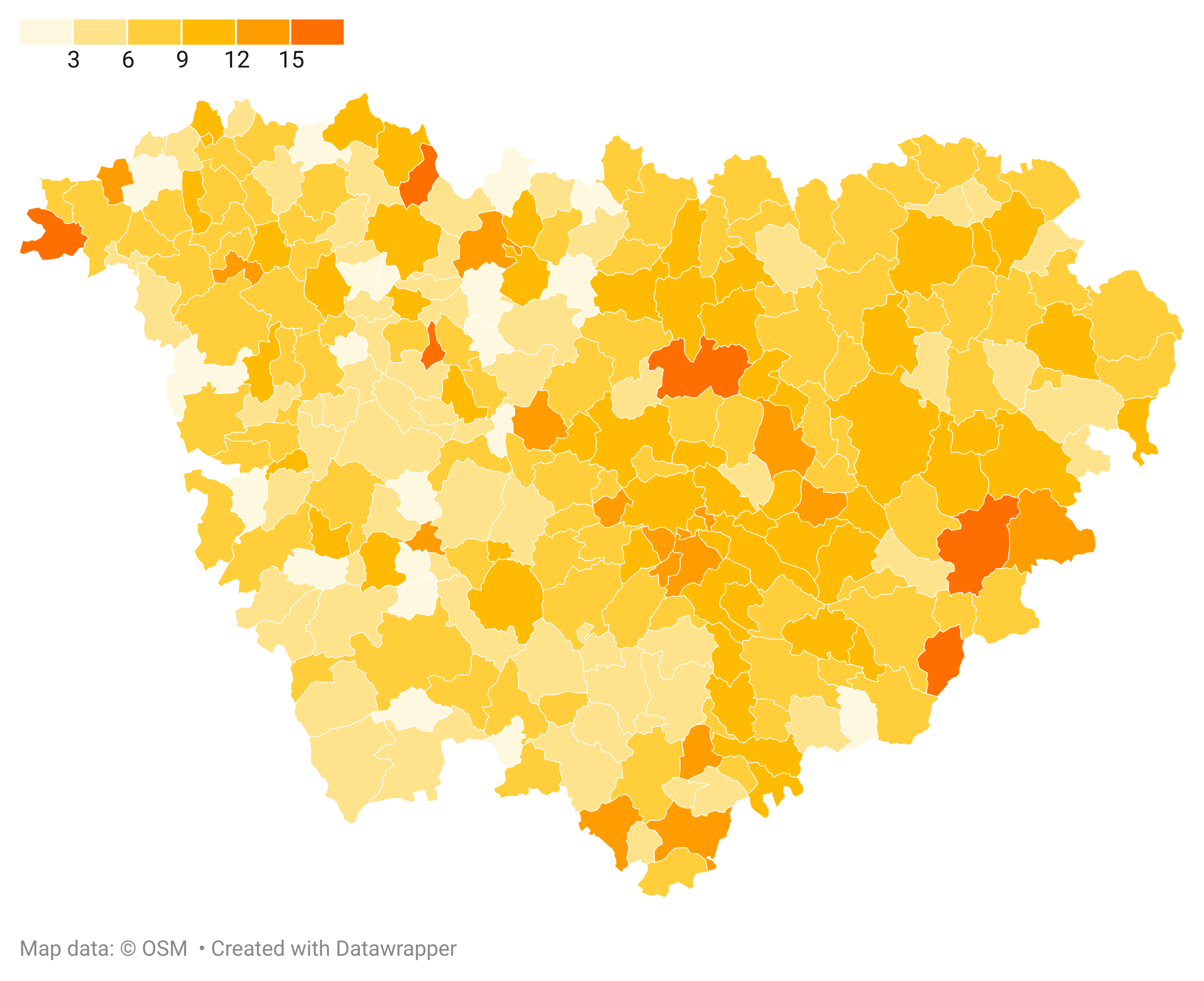
Score de Ensemble dans chaque commune au premier tour, en pourcentage des voix exprimées.